# Unity of Command
Unity of Command: Stalingrad Campaign — комп'ютерна гра в жанрі варгейм, створена в 2011 році невеликою хорватською студією 2x2 Games . Була видана компанією Matrix Games, пізніше також з'явилася в сервісі Steam  .

## Сюжет
Події гри присвячені Сталінградській битві 1942-1943 років і супутніх їй операцій. Доступні дві кампанії, за Німеччину з союзниками і за СРСР . Німецька кампанія починається з Харківської операції і триває наступом на Сталінград і Кавказ; радянська кампанія відкривається операцією « Уран » з подальшим переслідуванням противника і звільненням частини окупованій території. 

## Геймплей
Ігровий процес є покроковим, на виконання завдань дається обмежена кількість ходів, один хід умовно триває 4 дні. Ігрове поле являє собою частину реальної карти, розділеної на шестикутники, кожен розміром в 20 кілометрів. Гравець управляє своїм обмеженим набором юнітів (підрозділів), додаткові підкріплення можна викликати за очки престижу, який заробляється в кампанії за швидке виконання цілей. Німецька армія ділиться на більш сильні дивізії, а радянська - на більші корпуси . У грі доступні тільки сухопутні юніти: піхотні, бронетанкові, механізовані і кавалерійські; авіація доступна лише у вигляді викликаються для атаки бомбардувальників . Підрозділи мають очки ходу і можливість атаки, пожертвувавши останній, можна зробити хід на велику дистанцію. Можна вільно проходити через дружні підрозділи, ворожі ж створюють навколо себе зону контролю, яка обмежує можливість пересування. Річки і складний рельєф також ускладнюють пересування і постачання, щоб перебратися через річку без моста, юніт повинен витратити всі свої очки руху. 
Бойові можливості юнітів залежать від безлічі факторів, але в основі лежить певна кількість пунктів сили, помножених на характеристики атаки і захисту. Сили підрозділи можуть губитися в бою, при повній їх втрати підрозділ знищується. Крім безповоротних втрат, частина сил може «придушуватися» в бою, тоді індикатор цих пунктів стає сірим. Такі втрати відновляться в наступних раундах при наявності постачання, швидкість відновлення залежить від досвідченості підрозділу. 
Велике значення в грі має постачання фронту, яке здійснюється з точок постачання в тилу. Ці точки можуть мати різний радіус дії, природні перешкоди обмежують його, а дороги, якщо пункт постачання знаходиться на них, значно розширюють. Точки постачання можна захоплювати, тоді вона припиняє діяльність, однак використовувати за прямим призначенням ворожу мережу постачання не можна. Також постачання може бути перекрито захопленням ділянок карти, через які вона доставляється. Позбавлені постачання юніти лише один хід можуть протриматися без падіння своїх показників, вже на другий хід вони втрачають атакуючу здатність, а з третього окуляри пересування і всі бойові якості значно зменшуються. 
Серед додаткових можливостей: вплив погодних умов на бойові якості, розпуск і реорганізація підрозділів, окопування, руйнування і відновлення мостів, доповнення підрозділів спеціальними загонами, отримання підрозділами бойового досвіду, повітряне постачання, використання партизанського руху . 

## Прийом критиків
Гра отримала досить хороші оцінки від ігрових журналістів, середній бал на Metacritic - 84  . PC Gamer називає гру «свіжим і доброзичливим варгеймом», наголошую велику роль постачання фронту, яке безперервно впливає на дії опонентів  . У рецензії на Absolute Games відзначено, що хоч гра не революційна, але є гідною альтернативою Panzer Corps . До сильних сторін гри віднесені: акуратна карта, що добре зроблений інтерфейс, наявність історичного колориту і стратегії, яка "порадує і досвідчених" диванних генералів ", і новачків»  . 

## Офіційні доповнення
Було випущено два завантажуються доповнення до основної грі: 
- Unity of Command: Red Turn - видано 10.12.2012, додає кампанію з 17 місій за СРСР, присвячених подальшому визвольного походу на захід, який завершується взяттям Берліна [7] .
- Unity of Command: Black Turn - видано 10.12.2013, нова кампанія включає в себе 13 місій за Третій рейх, в яких гравцеві дається можливість здійснити план Барбаросса з взяттям Москви і декількома гіпотетичними місіями в фіналі [8] .